# 下呂温泉合掌村

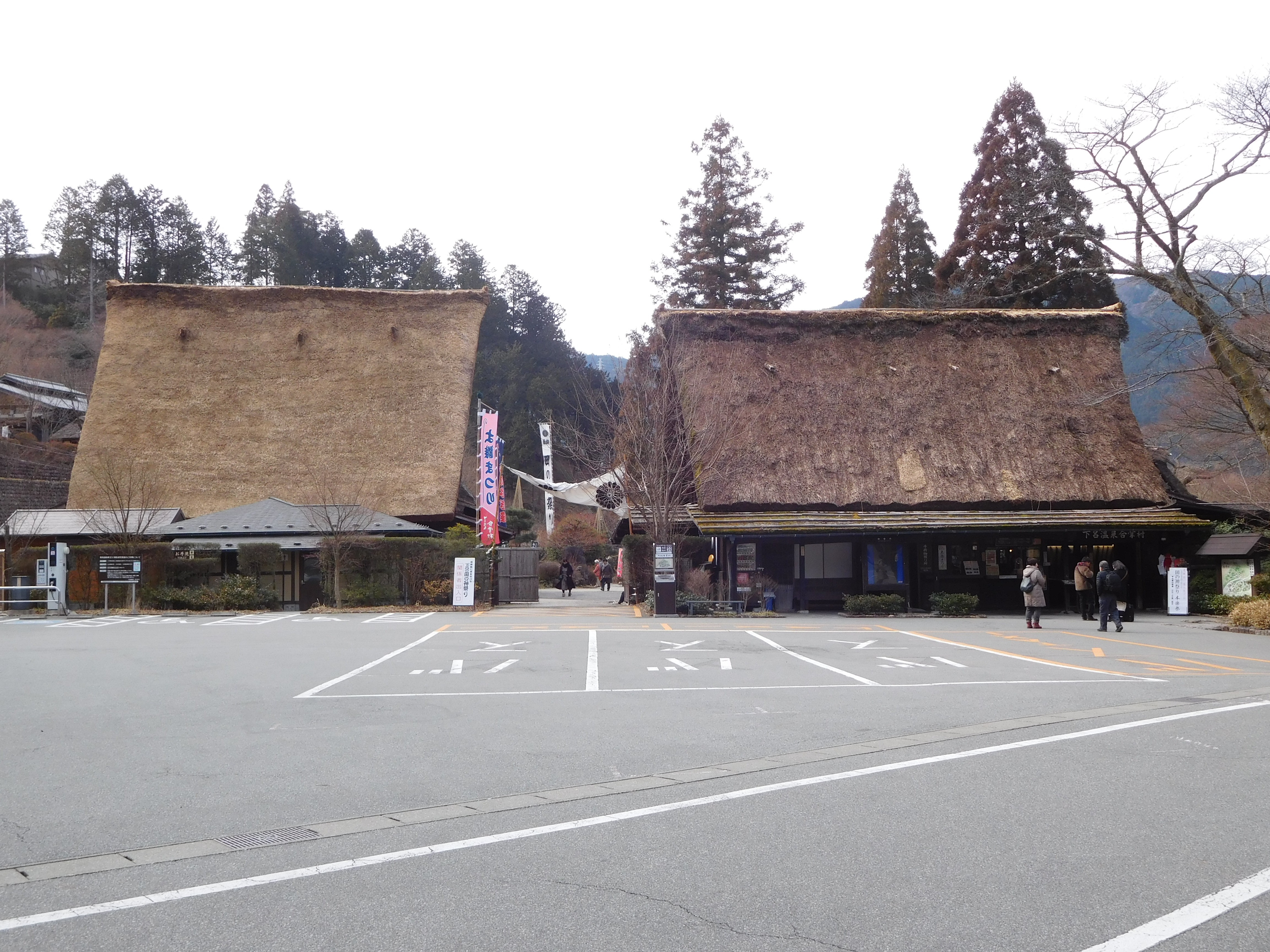
下呂温泉合掌村

下呂温泉合掌村（げろおんせんがっしょうむら）は、岐阜県下呂市森にある博物館類似施設（野外博物館）。下呂温泉でもっとも規模の大きい観光施設。飛騨地方の生活文化が体験でき、国内外の観光客に人気の施設である。

## 概要
下呂市の直営で、地方公営企業法（財務）を適用している。下呂温泉でもっとも規模の大きな観光施設である。
村内は「合掌の里」「歳時記の森」の2つのゾーンで構成されている。「合掌の里」には重要文化財「旧大戸家住宅」を中心に白川郷、五箇山から移築保存された合掌造り家屋10棟が点在し、飛騨地方の民具の展示などがされている。山手には下呂花見山「歳時記の森」がある。
村内には四季の山野草などが植えられ、飛騨の自然が感じられる。また、陶芸や陶器の絵付け・手びねり、和紙の絵漉きも体験できる。
村内の合掌造りの劇場、影絵昔話館「しらさぎ座」は、日本で唯一常設の影絵劇場。1996年（平成8年）春に1人で百体の人形を操る「竹原文楽」の終演によって、それに変わる下呂の文化・新しい観光資源、オンリーワンの観光資源をと下呂市・下呂温泉合掌村が企画した。横浜市に本社がある劇団かかし座が委託され、演目を制作し公演していた。
影絵昔話館「しらさぎ座」は、多くの観光客を魅了していたが、2017年（平成29年）に公演を終了した。

## 合掌の里
10棟の合掌家屋、円空館、休憩棟などが里山に点在しており、飛騨の生活文化が体験できる。

### 合掌造り家屋
旧大戸家住宅（重要文化財）
旧所在地は大野郡白川郷御母衣村字上洞（現・大野郡白川村御母衣）。天保4年（1833年）から弘化3年（1846年）まで13年の歳月をかけて造営されたと、棟札に書かれている。釘やカスガイ類をまったく使わず、荒縄やネソなどで木材を固くしばり、組み立てられている。間口21m、奥行き12.3m、高さ13mと合掌造りでは最大級の規模を誇る。なお、衆議院議員・平沢勝栄氏の生家でもある。
旧伊並家
食堂 - 合掌茶屋として使用。
旧岩崎家（国の登録有形文化財）
民俗資料館として使用。
江戸中期の建築で、本を伏せたような屋根の形である切妻造り茅葺。木造1階建てで屋根裏にも部屋がある。
富山県南砺市の五箇山から、1968年（昭和43年）に移築。白川郷の合掌造りは、屋根の三角部分が側面になる「平入り」であるが、この建物は三角部分が家の正面になる「妻入」で、五箇山の伝統的な合掌造りと言われている。
旧遠山家板倉（国の登録有形文化財）
1963年（昭和38年）に「旧遠山家住宅」（1971年（昭和46年）に重要文化財に指定）の倉を白川郷御母衣から移築。1810年に建てられた木造倉庫で、板で壁を二重にしているため板倉と呼ばれている。2階の床板と横木が1階の天井となっている「根太（ねだ）天井」で、養蚕農家の建築様式を伝えている。
旧大溝家
入場口、売店として使用など。
竹原文楽
昭和40年代に下呂町の下呂温泉合掌村で常設上演が始まった文楽。それまでは全国を巡回公演していた。100体の人形を一人で操るのが特徴。創作者、故洞奥一郎氏（下呂市宮地出身）が一代限りと後継者を作らず、現在は当時の資料が展示されている。記念館。
斐騨陶房
陶芸や陶器の絵付け、手びねりが体験できる体験工房。
漉倉
和紙で絵漉きが体験できる体験工房。
市倉
下呂地方の食が味わえる。岩魚やあまごの炭火焼きが有名。

### その他
合掌の足湯
円空館
市内の神社、個人所有の円空仏30点余りを展示。

## 下呂花見山・歳時記の森
2010年（平成22年）夏に竣工。「旧ふるさとの杜」を全面リニューアルした施設で、下呂地方の文化を紹介している。市の企画と取り組みにより、下呂地方の民家「益田造り」の古民家風の建物（萬古庵）を中心に、山桜、山モミジなどが植栽され下呂地方の里山を再現した施設となっている。春の桜、初夏の新緑、秋の紅葉が見どころ。
萬古庵
美しい自然の中、下呂温泉合掌村の「合掌の里」を眼下にながめながら、下呂の味が楽しめる。

## 影絵昔話館「しらさぎ座」
地元の伝説、昔話を影絵劇で上演している、元、日本で唯一の影絵劇専用の合掌造りの劇場。下呂温泉の発見にまつわる「しらさぎ伝説」をはじめ、下呂温泉とその周辺に伝わる伝説や昔話をノスタルジックな現代影絵劇で上演。行楽時期は、開場前に多くの観劇者がしらさぎ座入口に並ぶ。下呂温泉及び下呂温泉合掌村では見逃せない観光スポット。
下呂の新しい文化・新しい観光資源（オンリーワン資源）を築こうと市の取組みにより下呂市・下呂温泉合掌村が企画し、神奈川県横浜市に本社がある「劇団かかし座」が委託され、演目を制作し公演している。
影絵劇の演目は、下呂市に伝わる伝説・昔話で、その物語にはすべて舞台となる土地があり、影絵劇を観劇した観光客にその土地を訪れてもらおうと、新しい観光資源の発掘の目的もある。
影絵昔話館は、2017年（平成29年）で公演を終了。

### 公演時期
1日3回公演。春と夏では演目が変わる。
- 春さつき公演：2月中旬～6月上旬
- 夏もみじ公演：7月中旬～12月初旬

### 今までに制作した作品
1作品：上演時間・約25分～30分。

#### 平成19年度～平成20年度
- 「しらさぎ伝説」
  - 舞台となる場所：下呂温泉、温泉寺、湯ヶ峰など。
- 「お美津ギツネ」
  - 舞台となる場所：お美津稲荷、あさんずの橋所、サイラノの地域など。
- 「力持ち小太郎」
  - 舞台となる場所：長谷寺、小坂の滝、厳立公園、力持ち小太郎まつりなど。

#### 平成21年度
- 「孝子が池」
  - 舞台となる場所：孝子が池、中山七里、屏風岩、羅漢岩など。

#### 平成22年度
- 「祖師野丸」
  - 舞台となる場所：祖師野神社、名刀「祖師野丸」など。

#### 平成24年度
- 「八百比丘尼」
  - 舞台となる場所：美しい馬瀬村の風景、馬瀬川の清流など。

## 沿革
- 1963年（昭和38年） - 飛騨郷土館として開館。
- 1969年（昭和44年） - 下呂温泉合掌村に改称。竹原文楽の公演を開始。
- 1996年（平成8年） - 竹原文楽終演。
- 2008年（平成20年） - 影絵昔話館「しらさぎ座」の公演を開始。
- 2010年（平成22年） - 歳時記の森が竣工。
- 2010年（平成22年） - 旧岩崎家住宅、旧遠山家住宅板倉が国の登録有形文化財に登録される。

## 営業時間・入場料

### 営業時間
- 営業時間：8時30分 - 17時00分
- 休館日：無休。

### 入場料
- 大人（高校生以上）：800円
- 小中学生：400円

### 施設の料金
- 遊園施設：森の滑り台（175m）1回100円
- 影絵昔話館「しらさぎ座」観劇料：3歳以上、1回300円、観劇料は、合掌村入場者への特別低廉料金。
  - 影絵昔話館は休館。

## アクセス
- 岐阜県下呂市森2369番地
- JR高山本線 下呂駅より約1.5km。
- 濃飛バス「下呂温泉病院行き」に乗車、「合掌の里」バス停下車。

## 不祥事

### 2020年使途不明金の発覚
2020年（令和2年）5月、2000万円の使途不明金が発覚。直後に会計担当の職員が自殺した。下呂市は同年8月20日までに調査結果を取りまとめ、使途不明金の総額が2011年（平成23年）から2019年（令和元年）までの9年間で約2億6500万円だったと明らかにした。
使徒不明金の要因は、地方公営企業会計の財務適用施設であるが、公営企業会計の知識の浅い市職員、商工観光部長、合掌村施設長による会計処理、会計管理者、それと会計処理の不備を監査委員が見逃していたこと。新聞紙上でも明らかのように、決算監査の折に金融機関の預金残高証明書や預金通帳の提出も受けず内部資料だけで決算監査が行われていたといい、決算書を担保するこの残高証明書と財務諸表の突合が長期間に渡り行われていなかったこと。
下呂市は2004年（平成16年）3月に益田郡5町村（小坂町、萩原町、下呂町、金山町、馬瀬村）で町村合併が行われ、下呂市職員によると旧下呂町出身ではない企業会計の知識に乏しい職員が施設長に異動するなど自治体としては致命的な人事異動が行われていたようである。
当時の市長、副市長、歴代・現職の商工観光部長、会計管理者などの上司、第三者機関である監査委員の漫然とした監査が、長期間に渡る不正を見逃してきたと推測される。
不祥事の前は当然であるが、例月出納検査で会計管理者の通帳の検収が、決算監査では毎年度3月末の金融機関の預金残高証明書の提出で確認していたようである。しかし、この不祥事の期間は確認されておらず、預金残高と財務諸表との突合が行われていれば「初年度で発覚した不正事案」であり、ここまで多額にならなかったと推測される。
公金が横領されていた、2011年（平成23年）度からの会計管理者、商工観光部長、施設長、監査事務局、監査委員には職務怠慢による重大な過失責任があり、損害額を補償する道義的責任があると思われる。